# Консельєйру-Лафайєті (мікрорегіон)

Консельєйру-Лафайєті на карті штату Мінас-Жерайс

Консельєйру-Лафайєті (порт. Microrregião de Conselheiro Lafaiete) — мікрорегіон в Бразилії, входить в штат Мінас-Жерайс. Складова частина мезорегіону Агломерація Белу-Оризонті. Населення становить 238 172 чоловік на 2006 рік. Займає площу 2945,615 км². Густота населення — 80,9 чол./км².

## Склад мікрорегіону
До складу мікрорегіону включені наступні муніципалітети:
1. Каза-Гранді
2. Катас-Алтас-да-Норуега
3. Конгоньяс
4. Консельєйру-Лафаєті
5. Кристіану-Отоні
6. Дестерру-ді-Ентрі-Ріус
7. Ентрі-Ріус-ді-Мінас
8. Ітаверава
9. Ору-Бранку
10. Келузіту
11. Сантана-дус-Монтіс
12. Сан-Брас-ду-Суасуї

| Бразилія | Це незавершена стаття з географії Бразилії. Ви можете допомогти проєкту, виправивши або дописавши її. |